# Макоедово
Макоедово — деревня в Великолукском районе Псковской области России. Входит в состав Лычёвской волости.

## География
Расположена в центре района, в 3 км к юго-востоку от окраин Великих Лук.

## Население
| 2001 | 2002 | 2010 |
| ---- | ---- | ---- |
| 124  | ↘121 | ↗139 |

Численность населения деревни по состоянию на начало 2001 года 124 жителя.